# Placca di Jan Mayen

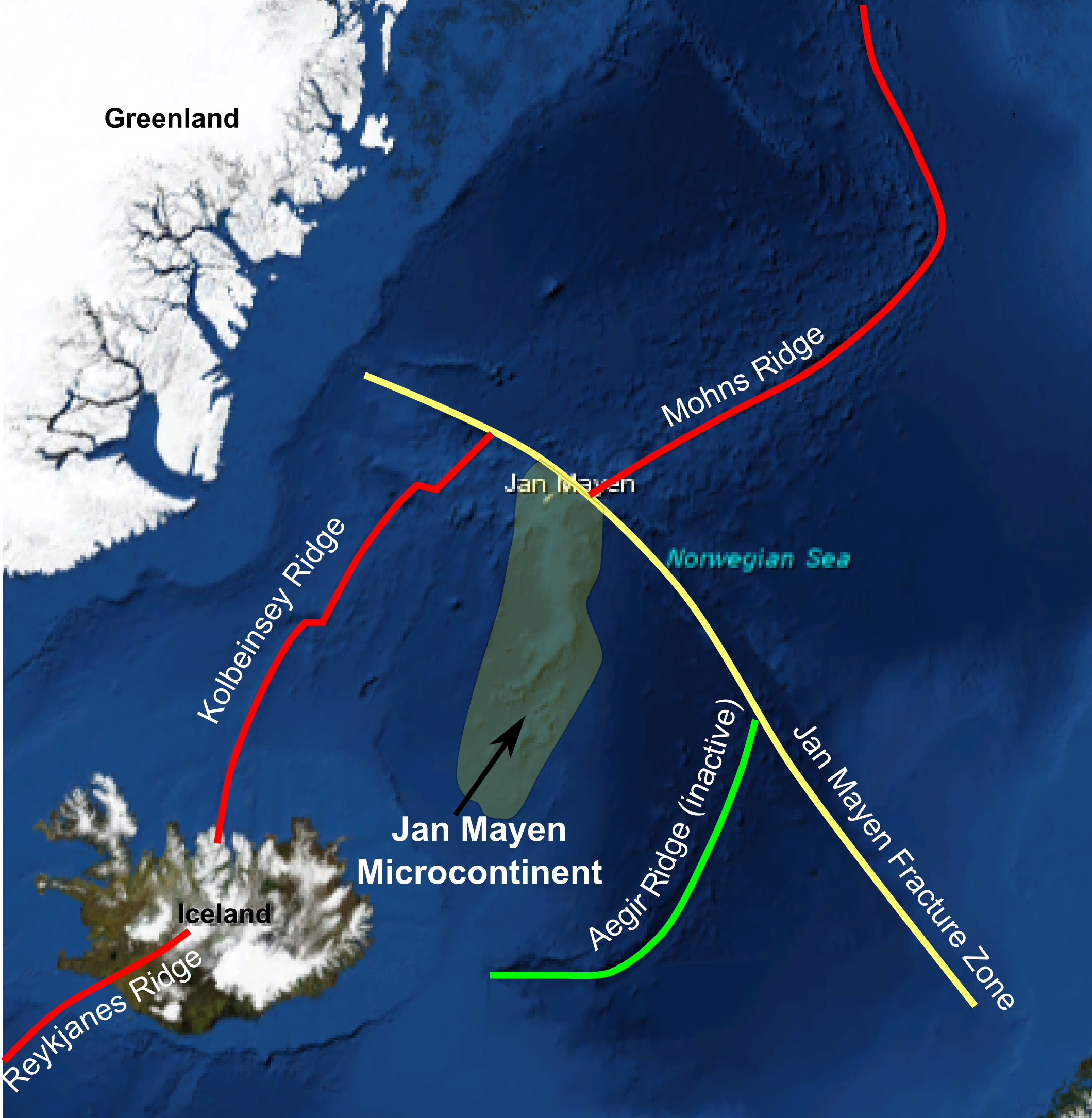
Carta delle dorsali a nord est dell'Islanda: la placca di Jan Mayen è nel mezzo.

Jan Mayen è una delle placche minori in cui è suddivisa la crosta terrestre ed è situata lungo una delle fratture della dorsale medioatlantica, a nord dell'Islanda. Al centro di questa placca tettonica si è formata un'isola vulcanica: appunto Jan Mayen, la quale ospita animali come orsi polari e lontre.
La placca (designata anche  come "microcontinente") si estende per circa 500 km a sud della zona di frattura di Jan Mayen ed è larga 160 km, separando di fatto il mar di Norvegia dal mare di Groenlandia.